# Voskopojë
Voskopojë (Aroemeens: Moscopole) is na de gemeentelijke herinrichting van 2015 een deelgemeente (njësitë administrative përbërëse) van de Albanese stad (bashkia) Korçë in het zuidoosten van Albanië. In de 17e eeuw was dit echter na Constantinopel de grootste stad van de Balkan en het culturele en commerciële centrum van de Aroemenen, met hier de eerste drukkerij van de Balkan. De stad werd compleet verwoest in 1788 door Ali Pasja.

## Geschiedenis
Ondanks de geïsoleerde omgeving in het gebergte van Albanië en Griekenland, wist de stad het belangrijkste centrum van de Aroemenen te worden. In haar glorieuze dagen (jaren 1760) had de stad een inwonertal van boven de 60.000, waarmee het de op een na grootste stad van de Balkan was, na Istanboel.
De stad werd bijna exclusief bewoond door de Aroemenen. Een analyse uit 1935 toonde aan dat bijna iedere familie van oorsprong Aroemeens was. Volgens de Duitse historicus Johann Thunmann die de stad had bezocht en de geschiedenis van de Aroemenen beschreven had in 1774, spraken alle inwoners het Aroemeens, hoewel velen ook de Griekse taal (taal van de kerk) beheersten, die gebruikt werd voor het schrijven van contracten.

## Demografie
De bevolking van de stad groeide zeer snel in een lange periode en bereikte in 1788 een hoogtepunt, vlak voor de verwoestende aanval van de Turken. Na de verwoesting is Voskopojë enkel een klein dorpje gebleven.
- 1750: 45.000 inwoners
- 1788: 60.000 inwoners
- 2000: 700 inwoners
- 2011: 1.058[3]

#### Religie
Volgens de volkstelling van 2011 is de meerderheid van de bevolking islamitisch (52 procent). Tevens woont er ook een vrij grote minderheid die behoort tot de Albanees-Orthodoxe Kerk: zij vormen 20 procent van de bevolking.

## Geografie
Voskopojë ligt op een afstand van 21 km van Korçë, in de zuidoostelijke bergachtige regio van Albanië, op een hoogte van 1160 m.
De kernen van deze deelgemeente zijn Gjonomadh, Krushovë, Lavdar, Shipskë en Voskopojë.